# Шрамек, Ярослав
Ярослав Шрамек (чеш. Jaroslav Šrámek, 3 мая 1929 — 16 февраля 2015) — чехословацкий лётчик, который прославился тем, что 10 марта 1953 сбил американский самолёт F-84 Thunderjet над деревней Мерклин.

## Краткая биография
В 1948—1951 годах учился в Либерецкой школе юнкеров, окончил Военно-воздушную академию в Градец-Кралове. Прошёл переподготовку и курс пилотирования современных на тот момент реактивных истребителей в 1951 году, нёс службу до 1989 года. Дослужился до звания полковника. Управлял истребителями МиГ-15, МиГ-23 и Aero L-29 Delfin.
10 марта 1953 во время учений над Шумавой два самолёта МиГ-15, которые пилотировали тогда ещё лейтенанты Ярослав Шрамек и Милан Форст, обнаружили в воздухе присутствие двух американских истребителей F-84 Thunderjet. По приказу с земли Шрамек пошёл на перехват. Двумя точными выстрелами Шрамек поразил американский самолёт, пилот которого катапультировался на землю. Второй самолёт сумел успешно покинуть воздушное пространство Чехословакии.
За свою карьеру налетал более 2500 часов. Воинскую службу оставил из-за сильного ухудшения зрения. Был награждён рядом орденов и медалей.